# Orthocladius amplullaceus
Orthocladius amplullaceus är en tvåvingeart som först beskrevs av Jean-Jacques Kieffer och August Friedrich Thienemann 1908.  Orthocladius amplullaceus ingår i släktet Orthocladius och familjen fjädermyggor.
Artens utbredningsområde är Frankrike. Inga underarter finns listade i Catalogue of Life.